# Monopol
Als Monopol (von lateinisch monopolium ‚das Recht des Alleinhandels, der Alleinverkauf‘; von altgriechisch μονοπώλιον monopṓlion mit derselben Bedeutung) wird in den Wirtschaftswissenschaften und in der Wirtschaft eine Marktform bezeichnet, bei welcher nur ein Anbieter vorhanden ist.

## Definitionen
Marktteilnehmer auf einem beliebigen Markt (Gütermarkt, Finanzmarkt) sind die Anbieter und Nachfrager. Die Marktformen lassen sich hierbei auch danach unterscheiden, wie viele Anbieter oder Nachfrager vorhanden sind. Danach gibt es:
|          |        | Nachfrager | Nachfrager           | Nachfrager            |
| viele    | wenige | einer      |                      |                       |
| -------- | ------ | ---------- | -------------------- | --------------------- |
| Anbieter | viele  | Polypol    | Oligopson            | Monopson              |
| Anbieter | wenige | Oligopol   | bilaterales Oligopol | beschränktes Monopson |
| Anbieter | einer  | Monopol    | beschränktes Monopol | bilaterales Monopol   |

Der einzige Anbieter wird „Monopolist“ genannt.
Monopol: Bei einem Monopol gibt es in einem definierten Markt nur einen Anbieter. Beim Staatsmonopol tritt der Staat als alleiniger Anbieter eines Gutes auf. Der Begriff Monopol wird abseits der Wirtschaft mitunter gesellschaftlich und politisch gebraucht, etwa für das Gewaltmonopol des Staates oder das Informationsmonopol. Stehen einem großen, marktbeherrschendem Anbieter und viele kleine Anbieter gegenüber, spricht man von einem Teilmonopol. Der große Anbieter ist dann durch seine marktbeherrschende Stellung in der Preisbildung weitestgehend unabhängig vom Wettbewerb.
Monopson: Mitunter wird auch, entgegen der etymologischen Bedeutung (pōlein „verkaufen“) sowie der in diesem Artikel zugrunde gelegten Definition eine Marktsituation als Monopol bezeichnet, in der nur ein Nachfrager auftritt. Diese Form ist ein Nachfragemonopol in Abgrenzung vom oben skizzierten Angebotsmonopol. Üblich ist für das Nachfragemonopol jedoch die (auch etymologisch stimmige) Bezeichnung Monopson.
Bilaterales Monopol: Bei einem bilateralen Monopol stehen sich ein Anbieter und ein Nachfrager gegenüber.
Oligopol: Wenn es nur wenige Marktteilnehmer auf der Anbieterseite und viele Marktteilnehmer auf der Nachfragerseite gibt, spricht man von einem Oligopol. Das Quasi-Monopol, geprägt von Erich Preiser, bezeichnet eine Marktsituation, in der es wenige Anbieter und viele Nachfrager gibt, wobei die wenigen Anbieter zu Kartellen oder Trusts mit Preisabsprachen zusammengeschlossen sind. Dadurch sind Monopolgewinne möglich, es entsteht das Quasi-Monopol.
Duopol: Treten zwei Marktteilnehmer auf, handelt es sich um ein Duopol.
Polypol: Das Gegenstück zum Monopol ist das Polypol. Bei einem Polypol handelt es sich um einen Markt, in dem viele Nachfrager und viele Anbieter sich gegenüber stehen. Kein Anbieter oder Nachfrager kann den Preis beeinflussen, Anbieter produzieren solange ihre Grenzkosten unter dem Marktpreis liegen. Sie sind Preisnehmer und es herrscht Vollkommener Markt.
In den meisten Märkten gibt es weder Monopole oder Oligopole noch herrscht ein vollkommener Markt. Die meisten Anbieter können ihre Preise zumindest ein bisschen erhöhen, ohne alle ihre Kunden zu verlieren. Zum Beispiel kann ein Sportschuhherstellen den Preis seiner Schuhe um 10 % erhöhen, ohne dass der Absatz auf Null sinkt. Solche Anbieter bezeichnet man als Preissucher oder Mengenfixierer. Sie wählen den Preis für ihr Produkt, aber ihre Absatzmenge hängt stark vom Preis ab. Die Produkte von Mengenfixieren sind zwar vergleichbar (wie Sportschuhe) aber nicht gleichartig. Nachfrager haben Präferenzen. Sie sind bereit mehr für ihr Wunschprodukt zu zahlen, da aber gute Ersatzprodukte vorhanden sind, sinkt der Absatz, wenn der Preis steigt. Dennoch gibt es für die Anbieter einen monopolistischen Preisspielraum. Es gibt Preissucher-Märkte mit niedrigen Einstiegsbarrieren und hoher Konkurrenz und solche mit hohen Einstiegsbarrieren, in denen sich monopolistische Strukturen bilden können.
Wie der bekannte Investor Peter Thiel in seinem Buch "Zero to one" betont, hängt die Definition eines Monopols von der willkürlichen Festlegung des zu betrachtenden Marktes ab: Erfolgreiche Unternehmen stellten sich gerne als unbedeutende Teilnehmer eines sehr großen Marktes dar. Google ist im Markt der Suchmaschinen mit einem Marktanteil von 79 % (2024) klar ein Monopolist. Betrachte man Google mit seiner Suchmaschinenwerbung aber als eine Firma für Online-Werbung, hält Google im globalen Markt für Werbung nur 3,4 % Marktanteil. Umgekehrt würden sich unbedeutende Unternehmen gerne als Monopolisten eines winzigen Marktes darstellen: "Niemand sonst verkauft britisches Essen in Palo Alto."
In der Volkswirtschaft werden in der Regel Gleichgewichtszustände betrachtet. Das Monopol wird somit als statisch angesehen. Dabei wird die wichtige Rolle von Innovationen und die Dynamik des Marktes vernachlässigt. Ein dynamischer Markt wird in der Schumpeterschen Theorie der Innovationen beschrieben (siehe Theorie der wirtschaftlichen Entwicklung). Demnach ermöglichen Pioniergewinne eine temporäre Monopolstellung und lösen damit Anreize zum Wettbewerb und den damit verbundenen Innovationen aus.

## Ursachen für Monopole
Historisch wurden Monopole oftmals vom Staat garantiert wie zum Beispiel das Briefmonopol. Die volkswirtschaftlichen Kosten, die aus der Eliminierung von Konkurrenz und die dadurch erhöhten Konsumentenpreise entstehen, waren nicht bekannt. Den Regierungen erschien die Garantie von Monopolen als ein probates Mittel, Dienstleistungen zu vergüten, ohne Kosten für den Staat zu verursachen.
Charakteristisch für heutige Monopole sind hohe Eintrittsbarrieren und eine von dem Monopolisten produzierte Ware, für die es keine guten Ersatzprodukte gibt. Das Urteil, ob für eine Ware ein gutes Ersatzprodukt vorhanden ist oder nicht, kann subjektiv ausfallen. So ist ein Brief ist ein guter Ersatz für eine E-Mail, wenn es um die Kommunikation von zwei Anwaltskanzleien geht, aber nicht wenn die Geschwindigkeit der Kommunikation eine große Rolle spielt.
Hohe Eintrittsbarrieren entstehen z. B. durch
- Skaleneffekte
- Staatliche Lizenzen oder andere rechtliche Barrieren
- Patente
- Kontrolle über entscheidende Ressourcen
- Netzwerkeffekte
- Lock-in-Effekte
- Kartelle
- Knowhow-Vorsprung

### Skaleneffekte
Wenn die Fixkosten einer Industrie groß sind, erreichen große Firmen niedrigere Stückkosten als kleine Firmen. Dies spielt unter Umständen keine Rolle, wenn die notwendigen Anlagen geleast und an einen anderen Standort gebracht oder zu einem späteren Zeitpunkt mit geringem Wertverlust wiederverkauft werden können. Dies ist jedoch oft nicht der Fall. Für manche Produkte ist eine aufwendige flächendeckende Infrastruktur erforderlich, wie bei Eisenbahnnetzen oder der Versorgung mit Strom, Wasser oder Gas. Somit werden diese Versorgungsunternehmen als sogenannte natürliche Monopole betrachtet.

### Staatliche Lizenzen oder rechtliche Barrieren
Staatlich etablierte Eintrittsschranken sind die ältesten und verbreitetste Art, ein Geschäft vor möglichen Wettbewerbern zu schützen. Ehemals garantierten Könige exklusive Geschäftsrechte an begünstigte Personen oder Gruppen. Zölle erhöhen die Preise importierter Güter, Einfuhrquoten begrenzen die Einfuhrmenge. Für den Betrieb von Radio- und Fernsehkanälen werden staatliche Lizenzen benötigt. Ebenso für den Betrieb einer Bank, eines Energieversorgers oder sogar eines Taxis (siehe unten Staatliche etablierte Monopole).

### Patente
Industrieländer haben Patentrechte, die Erfindern ein zeitlich begrenztes Recht zur alleinigen Nutzung ihrer Erfindung garantieren. Andere dürfen das Produkt ohne die in der Regel kostenpflichtige Erlaubnis des Erfinders nicht nachbauen. Für den Konsumenten bringt das Patentrecht Vor- und Nachteile. Bei bereits entwickelten Produkten wird der Erfinder vor Konkurrenz geschützt. Dies führt für den Konsumenten zu höheren Preisen. Andererseits erhöht das Patentrecht den potentiellen Gewinn aus der Erfindung und Entwicklung neuer Produkte. Innovation und Erfindungen lohnen sich mehr. Mehr neue und innovative Produkte kommen auf den Markt.

### Kontrolle über entscheidende Ressourcen
Die Kontrolle über einen wichtigen Rohstoff für eine Produktion kann ein Unternehmen vor Konkurrenz schützen. So kontrollierte die Aluminum Company of America vor dem Zweiten Weltkrieg die bekannten Bauxit-Vorkommen Amerikas. Ohne diesen Rohstoff war es anderen amerikanischen Firmen nicht möglich, Aluminium zu produzieren.

### Netzwerkeffekte
Für Netzwerke wie Facebook und co. produziert ein weiterer Nutzer keine Kosten. Er erhöht im Gegenteil den Wert des Netzwerkes, weil noch mehr Leute darauf erreichbar sind. Netzwerkeffekte existieren für alle Kommunikationsmedien: Auch ein einzelnes Faxgerät ist nutzlos. Der Nutzen entsteht erst dadurch, dass fast alle Firmen eines haben.
Von ähnlichen Effekten profitieren auch Anbieter von Standardsoftware und Betriebssystemen: Je mehr Nutzer Microsoft Office nutzen, desto größer der Anreiz, ebenfalls dieses System zu nutzen, weil so die digitale Zusammenarbeit am besten funktioniert.

### Lock-In-Effekt
Bei Plattformen, technischen Systemen und Produkten bilden sich häufig dominante Standards heraus, die zu einer steigenden Bindung von Kunden an ein System führen. Hat der Kunde sich einmal für ein System entschieden, spart es Einarbeitungskosten, Schnittstellen, Kosten und Aufwand, für weitere anfallende Probleme bei dem einmal gewählten System zu bleiben.

### Kartelle
Wenn sich alle Anbieter auf gemeinsame Leistungen und Preise festlegen und so der Wettbewerb ausgeschaltet wird, spricht man von einem Kartell. Kartelle sind in der Regel nur in Oligopol-Märkten durchsetzbar. Für die Kartellteilnehmer besteht ein wirtschaftlicher Anreiz, die Kartellabsprachen zu unterlaufen. Ein Kartell ermöglicht mehreren Anbietern gemeinsam Monopolgewinne durchzusetzen. In den meisten Ländern sind solche Absprachen in der Regel illegal (in Deutschland: Gesetz gegen Wettbewerbsbeschränkungen). Gegenbeispiele sind die gesetzlich garantierten Preisverhandlungsmonopole der Arbeitgeber- und Arbeitnehmerverbände.

### Knowhow-Vorsprung
Einige Firmen haben allein dadurch eine Monopolstellung, dass ihr Produkt weit besser ist als mögliche Ersatzprodukte. So hält Google im Markt der Suchmaschinen einen Marktanteil von 79 % (2024). ChatGpt dominiert den Markt der KI-Tools derzeit mit 69,9 % (2024).

## Mikroökonomische Theorie des Monopols

### Preissetzungsverhalten des Monopolisten
Ein Monopolist braucht bei der Preisgestaltung keine Rücksicht auf (etwaige) Wettbewerber zu nehmen. Seine Nachfragekurve ist die Marktnachfragefunktion {\displaystyle q=D(p)}, der durchsetzbare Preis ergibt sich aus der Inverse (Preis-Absatz-Funktion) {\displaystyle p(q)}. Seine Kostenfunktion sei {\displaystyle c(q)}.
Liegen die Erlöse aus dem erzielbaren Preis unter den Kosten der Produktion ({\displaystyle p(q)\cdot q<c(q)}), so kann auch ein Monopolist keinen Gewinn erzielen. Deshalb haben viele Dörfer und Kleinstädte kein Cafe und keinen Buchladen.
Ein Monopolist kann den Preis frei setzen. Sein Ziel ist jedoch nicht ein maximaler Preis, sondern ein maximaler Gewinn. Steigert der Monopolist die Absatzmenge, so sinkt der erzielbare Preis für alle produzierten Einheiten. Für einen maximalen Gewinn müssen die marginale Erlöse genau marginalen Kosten entsprechen. Marginale Kosten sind dabei wie im Folgenden dargestellt die Mehrkosten aus der Produktion der zusätzlichen Einheit zuzüglich den Mindererlösen aus dem sinkenden Verkaufspreis für die gesamte Absatzmenge.
Der Monopolist kann entweder die Angebotsmenge oder den Preis wählen. Eine Größe ergibt sich unmittelbar aus der anderen: Wählt er einen Preis {\displaystyle p_{0}}, folgt aus der Nachfragefunktion, dass er maximal genau {\displaystyle q_{0}=D(p_{0})} Einheiten verkaufen kann; wählt er die Menge {\displaystyle q_{0}}, folgt aus der (inversen) Nachfragefunktion wiederum, dass sich auf dem Markt der Preis {\displaystyle p_{0}=p(q_{0})} ergibt. Folgende Maximierungsprobleme liefern demgemäß dasselbe Preis-Mengen-Paar
1. {\displaystyle \max _{p}p\cdot q(p)-c\left[q(p)\right]}
2. {\displaystyle \max _{q}p(q)\cdot q-c(q)}

Aus praktischen Gründen wird üblicherweise das zweite Problem betrachtet (d. h. es wird die Absatzmenge optimiert). Lösen mithilfe der Produktregel und Umstellen liefert die Bedingung erster Ordnung für das Gewinnoptimum
{\displaystyle p'(q)\cdot q+p(q)=c'(q)\Leftrightarrow p(q)=-p'(q)\cdot q+c'(q)}
Der marginale Erlös bei Produktion einer Menge q ist der Preis {\displaystyle p(q)}, der bei einer Stückzahl q erzielt werden kann. Die marginalen Kosten bei Produktion der Menge q ergeben sich aus den marginalen Grenzkosten der Produktion {\displaystyle c'(q)} und den gesunkenen Erlösen daraus, dass bei einer Steigerung der Absatzmenge der Preis für alle verkauften Einheiten um {\displaystyle p'(q)} sinkt.
Der Monopolpreis liegt somit über den Grenzkosten. Dagegen entspricht im vollkommenen Wettbewerb der Preis den Grenzkosten, da in diesem Fall die eigene Produktionsentscheidung den erzielbaren Marktpreis nicht beeinflusst ({\displaystyle p^{\prime }(q)=0}).
Letztere Gleichung lässt sich so umformen:
{\displaystyle p'(q)\cdot q+p(q)=c'(q)\Leftrightarrow {\frac {p(q)-c'(q)}{p(q)}}=-{\frac {p'(q)\cdot q}{p(q)}}\equiv -{\frac {1}{\epsilon (q)}}},
dabei ist {\displaystyle \epsilon (q)=q^{\prime }(p)\cdot {\frac {p}{q}}} die Preiselastizität der Nachfrage zur Gütermenge {\displaystyle q}.
Wird nun unterstellt, dass {\displaystyle \epsilon (q)} gemäß dem Gesetz der Nachfrage negativ ist, ergibt sich aus den vorstehenden Gleichungen:
{\displaystyle \underbrace {\frac {p(q)-c'(q)}{p(q)}} _{\mathrm {Lerner-Index} }=1-{\frac {c'(q)}{p(q)}}={\frac {1}{|\epsilon (q)|}}}.
Im Optimum des Monopolisten entspricht also der Lerner-Index dem Kehrwert der betragsmäßigen Nachfrageelastizität. Für die Nachfrageelastizität gilt mit dieser Bedingung {\displaystyle |\epsilon (q)|\geq 1}, weil {\displaystyle c'(q)>0} und {\displaystyle p(q)>0} gemäß Annahme.
Die Marge, die der Monopolist erzielen kann, ist somit umso größer, je inelastischer die Güternachfrage ist. Die Elastizität ist dabei umso geringer, je unverzichtbarer das durch den Monopolisten bereitgestellte Produkt ist und je weniger adäquate Ersatzprodukte zur Verfügung stehen.

### Ineffizienz des Monopolfalls

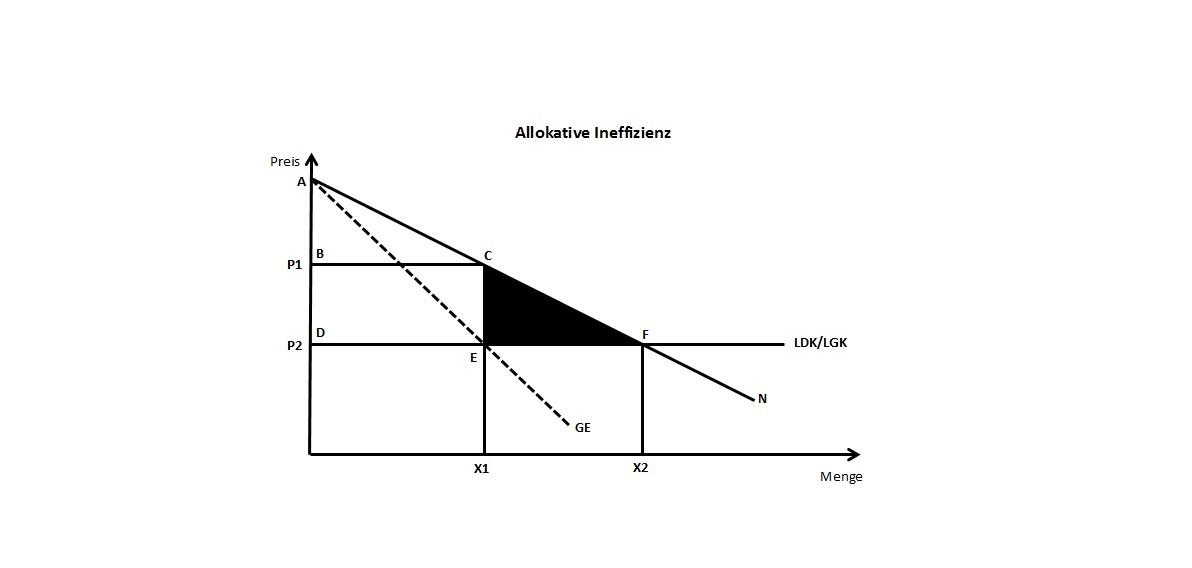
Abb. 1: Eigene Darstellung der allokativen Ineffizienz nach Kruse - Anlehnung an: Ökonomie der Monopolregulierung von Jörn Kruse. (1985). Vandenhoeck & Ruprecht; Berger-Kögler, Ulrike: Mikroökonomik II- der Hochschule für Wirtschaft und Umwelt; Kapitel 4; Sommersemester 2015

#### Allokative Ineffizienz
Wie oben gezeigt, kann der Monopolist einen Preis über Grenzkosten und oft auch deutlich über Vollkosten durchsetzen. Durch den höheren Preis wird der Markt mit weniger Waren versorgt, als bei einem "optimalen" Preis, der genau die Vollkosten deckt und dem Monopolisten nur eine "faire" Kapitalverzinsung zugesteht. Wird der Verkaufspreis durch regulatorischen Eingriff auf den optimalen Preis gesenkt, wird der Monopolist den Markt genau mit der Menge an Waren versorgen, für die Kunden gerade noch bereit sind, Vollkosten zu bezahlen.
Im rechts liegenden Schaubild (Abb. 1) ist die allokative Ineffizienz im Monopolfall dargestellt. Auf der Abszisse befindet sich die Menge und auf der Ordinate der Preis. Die LDG (Langfristige Durchschnittskosten) und die LGK (Langfristige Grenzkosten) werden aus Vereinfachungsgründen nicht unterschieden. Außerdem ist eine Nachfragekurve abgebildet, die die LDK/LGK im Punkt E schneidet. Die maximale Wohlfahrt wäre das Dreieck ADF. Im schwarz markierten Dreieck lässt sich die Wohlfahrtsminderung „CEF“ erkennen. Wie kommt es zu einer Wohlfahrtsminderung: Der Monopolist setzt seinen Cournot-Preis bei Punkt C. Dort sind für ihn, wie oben bereits erwähnt, die Gewinnspannen am höchsten. Aber die Konsumenten, die ein Gut des Monopolisten von Punkt C bis Punkt E der Nachfragekurve kaufen würden, können nicht befriedigt werden durch den zu hoch gesetzten Preis den Monopolisten. Der optimale Allokationspunkt wäre der Schnittpunkt zwischen LGK und der Nachfragekurve.

#### Technische Ineffizienz
Der Monopolist hat durch den fehlenden Wettbewerb weniger Anreiz zur Kostendisziplin. Auch bei höheren Kosten bleibt das Unternehmen unter Umständen profitabel, auch wenn sein Ergebnis sinkt. Die höheren Kosten führen jedoch dazu, dass der Monopolist bei einem höheren Preis maximalen Gewinn erzielt, und gehen somit auch zu Lasten der Kunden.

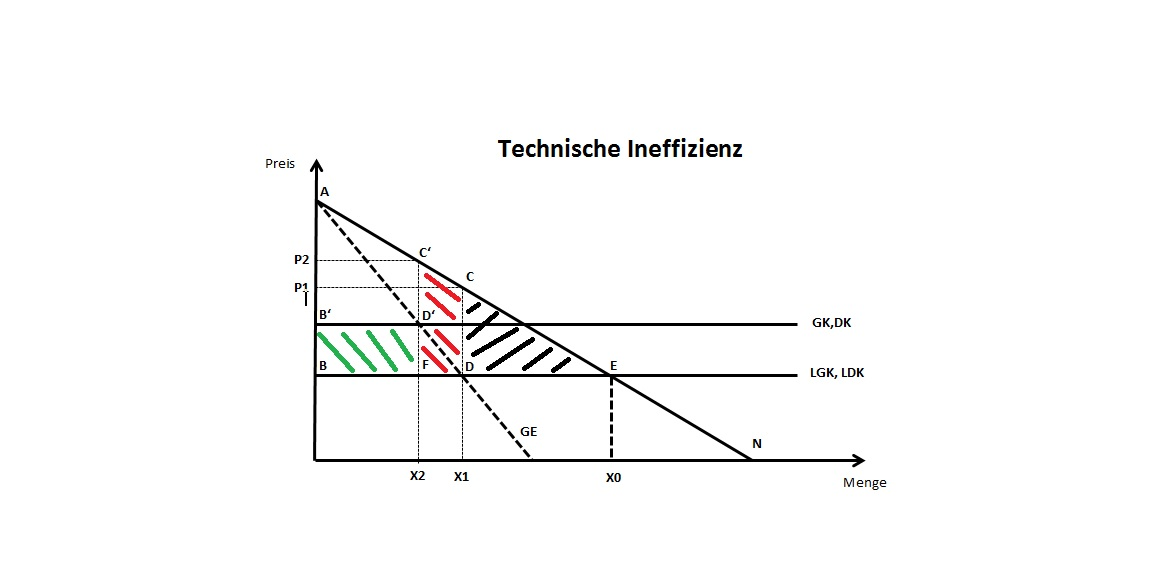
Abb. 2: Eigene Darstellung der technischen Ineffizienz nach Kruse - Anlehnung an: Ökonomie der Monopolregulierung von Jörn Kruse. (1985). Vandenhoeck & Ruprecht; Berger-Kögler, Ulrike: Mikroökonomik II- der Hochschule für Wirtschaft und Umwelt; Kapitel 4; Sommersemester 2015

Im 2. rechts liegenden Schaubild (Abb. 2) ist die technische Ineffizienz dargestellt. Auf der Abszisse befindet sich die Menge und auf der Ordinate der Preis. Technische Ineffizienz bedeutet, dass die tatsächlichen Kosten den gesamtwirtschaftlich geringsten Kosten zur realen gegebenen Output-Menge nicht entsprechen. Da sich die Kosten des Monopolisten erhöhen, verändert sich die optimale LGK/LDK-Gerade (Langfristige Grenzkosten/Langfristige Durchschnittskosten) nach oben zur GK/DK-Gerade. Die schwarz markierte Fläche ist nach wie vor der allokative Wohlfahrtsverlust. Durch diese technische Ineffizienz verschiebt sich der Punkt C zu C′ nach oben und es erhöht sich der vom Monopolisten gesetzte Preis. Dies hat zur Folge, dass sich der Wohlfahrtsverlust um die rot markierte Fläche vergrößert (also rot und schwarz stellen hier den aktuellen Wohlfahrtsverlust unterhalb der Nachfragekurve dar – Punkte: CC′DF). Die grüne Fläche BB′D′F stellt die technische Ineffizienz für den Monopolisten dar. In Höhe der grünen Fläche hat der Monopolist nun mehr Kosten zu tragen, da er nicht zu den geringstmöglichen Kosten produziert. Der Gewinn des Monopolisten schmälert sich.
Harvey Leibenstein unterscheidet bei der technischen Ineffizienz noch zwischen X-Ineffizienzen von Typ I und Typ II.
- Typ I: Insiderrenten
- Typ II: Technologien mit Irreversibilität[15]

#### Qualitative Ineffizienz

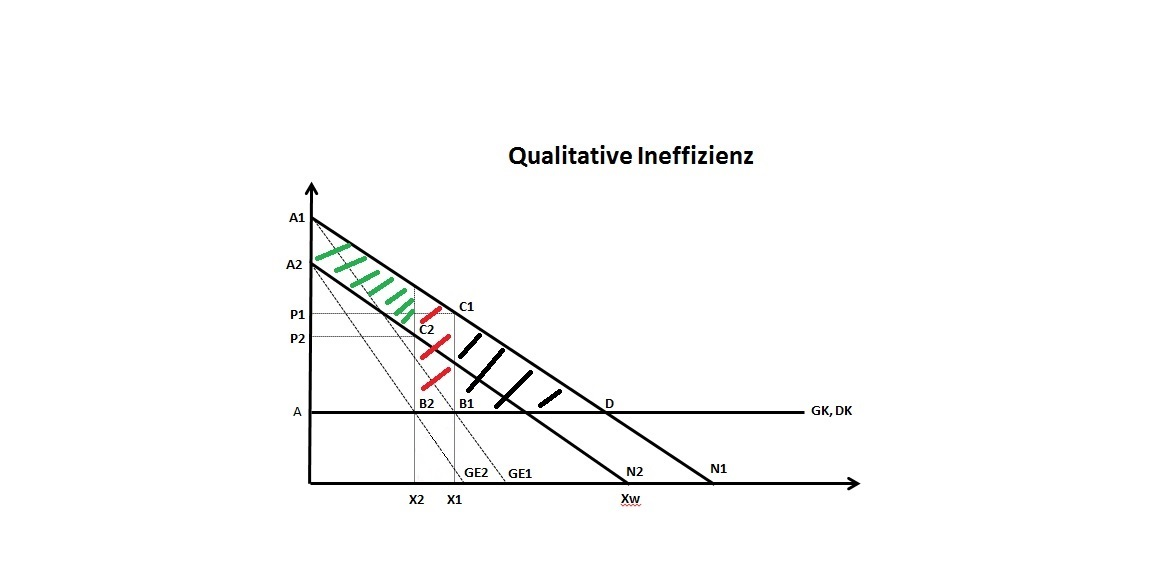
Abb. 3: Eigene Darstellung der qualitativen Ineffizienz nach Kruse - Anlehnung an: Ökonomie der Monopolregulierung von Jörn Kruse. (1985). Vandenhoeck & Ruprecht; Berger-Kögler, Ulrike: Mikroökonomik II- der Hochschule für Wirtschaft und Umwelt; Kapitel 4; Sommersemester 2015

Der Monopolist hat bei fehlendem Wettbewerb weniger Anreiz, eine hohe Produktqualität zu gewährleisten. Bei sinkender Produktqualität sinkt die Menge, die die Kunden bei gleichem Preis zu erwerben bereit sind und die Nachfragekurve verschiebt sich nach unten. Dadurch kann der Monopolist nur noch einen geringeren Preis durchsetzen und verkauft auch eine geringere Menge. Das Ergebnis des Monopolisten sinkt und der Markt wird schlechter versorgt.
Im 3. rechts liegenden Schaubild (Abb. 3) ist die qualitative Ineffizienz dargestellt. Um das Schaubild besser verstehen zu können, wird zunächst die Ausgangssituation N1 und GK, DK (Grenzkosten/Durchschnittskosten) mit dem Schnittpunkt D (optimale Wohlfahrt A1 ,A ,D) betrachtet. Nun verschiebt sich N1 nach N2 nach unten. Die Grenzerlöskosten-Kurve schneidet nun die GK,DK nicht mehr in Punkt B1, sondern in B2 und führt daher zum neuen Cournot-Punkt C2. Die schwarz markierte Fläche ist, wie in den Schaubildern davor der Wohlfahrtsverlust durch die allokative Ineffizienz. Nun kommt die rote Fläche durch die Qualitätsminderung hinzu. Die grüne Fläche zeigt die qualitative Ineffizienz durch die Links-Verschiebung der Nachfragekurve. Die Konsumenten zahlen jetzt weniger für das Gut des Monopolisten als vorher. Es verringert sich die Wohlfahrt und der Gewinn des Monopolisten.

### Quantifizierung des Wohlfahrtsverlusts

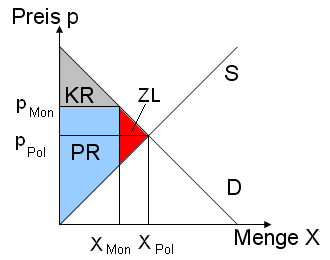
Abb. 4: Zusatzlasten eines Monopols gegenüber einem Polypol

Soll der Wohlfahrtsverlust quantifiziert werden, kann auf das Schaubild von Angebot- und Nachfragekurve zurückgegriffen werden (siehe Abb. 4). Im vollständigen Wettbewerb (Polypol) entsprechen sich Angebot und Nachfrage; die gehandelte Menge beträgt XPol, der zugehörige Preis pPol. Wie oben gezeigt, ist der Preis in einem Monopol jedoch höher (hier: pMon) und die Menge entsprechend geringer (hier: XMon). Dadurch ergeben sich bei der Analyse der Konsumenten- und Produzentenrente erhebliche Verschiebungen. In Abb. 1 entspricht die Konsumentenrente nur noch dem grau unterlegten Dreieck. Denn Konsumenten, die eine Zahlungsbereitschaft von weniger als dem Monopolpreis haben, erwerben das Gut erst gar nicht; die Produzentenrente entspricht der gesamten hellblauen Fläche. Im Vergleich zum Polypol ist der rechteckige Teil der blauen Fläche auch der Produzentenrente zuzurechnen ist – im Polypol war sie noch Bestandteil der Konsumentenrente. Der Grund dafür besteht wiederum im höheren Preis oder der Tatsache, dass dieser nun weiter oberhalb der in der Angebotsfunktion zum Ausdruck kommenden Grenzkosten liegt.
Da die Menge aber nur XMon beträgt, folgt insgesamt, dass die Summe aus Konsumenten- und Produzentenrente im Fall des Monopols geringer ist als im Polypol: Die rot eingefärbten Flächen zählen nicht mehr dazu, sie sind gewissermaßen infolge der ineffizient geringen Bereitstellung des Gutes „verloren“, es wird im Englischen entsprechend als deadweight loss bezeichnet. Die gesamte rote Fläche bildet das so genannte Harberger-Dreieck.

### Preisdiskriminierung
Bisher haben wir angenommen, dass alle Käufer eines Produkts denselben Preis zahlen. Gelegentlich können Monopolisten oder Anbieter differenzierter Produkte (Mengenfixierer) Umsatz und Ergebnis erhöhen, indem sie verschiedenen Kundengruppen unterschiedliche Preise in Rechnung stellen. So bieten beispielsweise Hotels, Museen, Verkehrsbetriebe, Zoos oft Senioren, Familien oder Studenten billigere Preise. Diese Praxis nennt man Preisdiskriminierung.
Damit eine Preisdiskriminierung möglich ist, muss der Verkäufer/Produzent
- mindestens zwei Gruppen mit unterschiedlicher Nachfrageelastizität finden und durch geeignete Kriterien separieren
- verhindern, dass Käufer zu niedrigen Preisen an Käufer zu hohen Preisen weiterverkaufen

Wenig preissensitive Gruppen (niedrige Nachfrageelastizität) erhalten höhere Preise und decken so den größten Teil der Fixkosten der Produktion. Preissensitive Gruppen können so niedrigere Preise im Extremfall zu Grenzkosten ermöglicht werden, ohne dass der Produzent Verlust macht. Auf diese Weise kann gleichzeitig ein höheres Ergebnis für den Anbieter und eine höhere Absatzmenge erreicht werden als bei einem Gleichgewichtspreis.

### Mehrprodukt-Monopol
Die bisher betrachteten Monopole sind allesamt Einprodukt-Monopole, das heißt ein Anbieter ist Monopolist bezüglich eines Gutes. Die Situation verändert sich, wenn der Anbieter Monopolist für mehrere Güter ist, weil zwischen den beiden Gütern Interdependenzen bestehen können (Substitutions- bzw. komplementäre Beziehung) – dadurch ändert sich das Preissetzungsverhalten des Monopolanbieters.
Sei {\displaystyle q_{i}=D_{i}(\mathbf {p} )} ({\displaystyle i=1,\dotsc ,n}) die Nachfrage nach Gut {\displaystyle i} in Abhängigkeit von den Preisen {\displaystyle \mathbf {p} =(p_{1},\dotsc ,p_{n})} aller Güter; sei {\displaystyle \textstyle C(\mathbf {q} )=\sum _{i=1}^{n}C_{i}(q_{i})} die additiv-separable Kostenfunktion in Abhängigkeit von der Menge aller angebotener Güter. Das Maximierungsproblem (hier aus Gründen der Vereinfachung und der Nutzbarkeit des Resultats bezüglich des Preises formuliert) lautet
{\displaystyle \max _{\mathbf {p} }\sum _{i=1}^{n}p_{i}D_{i}(\mathbf {p} )-\sum _{i=1}^{n}C_{i}\left(D_{i}(\mathbf {p} )\right)}
und führt auf die Bedingungen erster Ordnung
wobei
{\displaystyle \epsilon _{ij}\equiv {\frac {\partial D_{j}(\mathbf {p} )}{\partial p_{i}}}\cdot {\frac {p_{i}}{D_{j}}}}.
Das heißt: Im Gewinnoptimum des Mehrprodukt-Monopolisten (auch: Multiprodukt-Monopolisten) gilt für jedes angebotene Gut, dass der Lerner-Index für dieses Gut (linke Seite der Bedingung) dem so genannten Ramsey-Index für das Gut (rechte Seite) entspricht. Zu beachten ist, dass dies impliziert, dass bei Vorliegen von Substituten ({\displaystyle \epsilon _{ij}>0}) der Lerner-Index größer ist als der Kehrwert der (Eigenpreis)elastizität, mithin also dass ein höherer Preis gesetzt wird als im Fall des Einprodukt-Monopolisten (siehe oben). Umgekehrtes gilt für den Fall von Komplementärgütern ({\displaystyle \epsilon _{ij}<0}) – hier liegt der gesetzte Preis sogar unterhalb des Preises, den der Monopolist anstreben würde, wenn er nicht auf beiden Gütermärkten eine Monopolstellung innehätte.

## Bestreitbarkeit des Monopols
Wenn der Monopolist nicht effizient produziert (siehe allokative, technische oder qualitative Ineffizienz) und damit folglich einen zu hohen Preis für die Güter festsetzt, entsteht eine Eintrittsmöglichkeit für potentielle Newcomer auf dem Markt.
Im Anschluss an William J. Baumols Theorie bestreitbarer Märkte wird die Ansicht vertreten, dass das Vorliegen eines Monopols keine Maßnahmen von Wettbewerbsbehörden erfordern würde, weil der Wettbewerb zwar nicht in Form mehrerer Anbieter sichtbar sei, er wirke aber in latenter Weise. Je nach den Rahmenbedingungen, die sein Monopol begründen, könne ein Monopolist bei seinen Entscheidungen in Bezug auf die Preissetzung oder sein Leistungsangebot (Menge, Qualität), bestimmten Restriktionen unterworfen sein. Dadurch sinke seine Monopolrente.
Ein bestreitbarer Markt könne einen Monopolisten disziplinieren. Liegt der Angebotspreis über den Markteintrittskosten, besteht die Gefahr, dass Angebotskonkurrenten in den Markt eintreten. Liegt der Angebotspreis über den Preisen für Substitutionsgüter können Nachfrager auf vergleichbare Produkte umsteigen. Der Angebotspreis sinkt dann im Extremfall bis zur Preisuntergrenze, die wie beim Oligopol oder beim Polypol entweder durch die Durchschnittskosten oder die Grenzkosten bestimmt wird. Ein jederzeit angreifbares Monopol wird häufig für vorübergehend wünschenswert gehalten, um für technischen Fortschritt zu sorgen.
Ordoliberale wie Walter Eucken weisen dieses Argument jedoch zurück, da jedes Monopol grundsätzlich der wirtschaftspolitischen Zielsetzung eines optimalen Allokationsgleichgewichts widerspreche.

## Regulierung von Monopolen
Ein Monopol gilt als regulierungsbedürftig, wenn es Ineffizienzen aufweist oder kein fairer und effizienter Wettbewerb stattfinden kann. Dafür gibt es grundsätzlich vier politische Optionen:
- Kontrolle der Industriestruktur und Sicherstellung der Existenz von Konkurrenzfirmen
- Reduzierung künstlicher Eintrittsbarrieren
- Regulierung von Preis und Produktionsmenge der betroffenen Firmen
- Markteintritt des Staates[9]

### Kartellrecht und Kontrolle der Industriestruktur
Probleme mit hohen Eintrittsbarrieren und Monopolmacht verschwinden, wenn Konkurrenten vorhanden sind. Somit verfügen die meisten westlichen Länder über ein Kartellrecht, das die Konzentration wirtschaftlicher Macht verhindern soll.
Der geistige Vater der Marktwirtschaft und Begründer des Ordoliberalismus Walter Eucken warnte, die Hoch-Zeit der Monopole nach dem Ersten Weltkrieg vor Augen, leidenschaftlich vor der Machtzusammenballung in der Wirtschaft durch Monopole. Sein Motto war, dass sich die Wirtschaftspolitik nicht gegen Missbräuche der Machtkörper wenden solle, sondern gegen die Entstehung der Machtkörper überhaupt. Sein Leitbild war die vollkommene Konkurrenz. Nach seiner Auffassung sind die Geschichtsschreibung und die Nationalökonomie immer wieder der Gefahr erlegen, den Sinn für Machtkämpfe und deren Wucht und Brutalität zu verlieren. Ein guter Ökonom müsse wirtschaftliche Macht selbst erfahren haben.
Das Kartellrecht erlaubt existierende Monopole aufzubrechen oder Zusammenschlüsse zu verhindern, die zu einer Monopolstellung führen könnten.
Rechtliche Maßnahmen dieser Art sind umstritten. Sie bergen die Gefahr, unerfolgreiche, hochpreisige Firmen am Markt zu halten auf Kosten der Konsumenten und der erfolgreichen Firma, die es geschafft hat, durch die Qualität ihrer Produkte einen großen Marktanteil für sich zu gewinnen. Wenn es große Skaleneffekte gibt, können die Stückkosten nur minimiert werden, wenn der gesamte Absatz durch eine einzige Firma produziert wird (natürliches Monopol). Das Aufbrechen einer solchen Firma, um Konkurrenz zu erzeugen, führt zu höheren Stückkosten und damit zu höheren Preisen für die Konsumenten.

### Künstliche Eintrittsbarrieren reduzieren
Sind rechtliche Barrieren die Ursache für Monopolfirmen, sollten diese beseitigt werden. Dies ist oftmals schwierig, da sich oft Lobbygruppen etabliert haben, die diese Privilegien seit langem verteidigen. Beispiele sind Lizenzen, Zölle und Einfuhrquoten.

### Preisregulierung
Theoretisch kann die Ressourcenallokation durch Preisregulierung verbessert werden. Hierbei kommen verschiedene Modelle zum Einsatz
1. Preisregulierung nach historischen Kosten
- Es werden die tatsächlichen Vollkosten der letzten Jahre aus der Bilanz/Buchführung entnommen und ein Preis bestimmt, der nahe an den Vollkosten des Unternehmens liegt.

2. Preisregulierung nach effizienten Kosten
- Effiziente Kosten sind die Kosten, die einem Unternehmen bei effizienter Leistungsbereitstellung anfallen. Es werden also die Kosten bewertet, die das Unternehmen hätte, wenn es optimal (allokativ, technisch und qualitativ effizient) wirtschaften würde. Wenn ein Unternehmen nicht optimal wirtschaftet, muss es höhere Preise verlangen. Durch die Regulierung muss das Unternehmen seine Preise an die effizienten Kosten anpassen und somit ist ein Anreiz zur Effizienz gegeben.[22]

3. Price-Cap-Regulierung
{\displaystyle \sum _{i=1}^{n}w_{t-1}^{i}\left[{\frac {p_{t}^{i}-p_{t-1}^{i}}{p_{t-1}^{i}}}\right]\leq RPI-X}
{\displaystyle w_{t-1}^{i}}= Anteil des Güterbündels am Gesamtumsatz der Vorperiode
{\displaystyle p_{t}^{i}}    = Preis des Güterbündels in der Periode t
RPI = Retail Price Index (gesamtwirtschaftliche Inflationsrate der Periode t)
X = Preisabschlag (anzuwendender Produktivitätsfaktor)
Die Formel gibt die „Veränderung des regulierten Preises im Rahmen der Änderung des allgemeinen Preisniveaus abzüglich eines unternehmensspezifischen Korrekturfaktors für den Produktivitätsfortschritt“ an.

### Markteintritt des Staates
Der Staat kann Konkurrenzfirmen subventionieren, Produkte durch Staatsfirmen bereitstellen oder Anteile des Unternehmens oder das gesamte Unternehmen übernehmen. Der Staat tritt als Eigentümer auf und kann direkt auf Produktqualität, Mengen und Preise Einfluss nehmen. Historische Beispiele in Deutschland sind die Deutsche Bahn oder die Deutsche Post AG.

### Probleme bei der Regulierung von Monopolen
Die Regulierung von Monopolen erscheint zweckmäßig, um die Effizienz von Märkten zu verbessern. Allerdings zeigen sowohl volkswirtschaftliche Betrachtung als auch die Geschichte von Regierungseingriffen, dass die Wirkung solcher Eingriffe oft hinter den Erwartungen zurückbleibt. Hierfür gibt es im Wesentlichen drei Gründe:
- Fehlende Information: In Wirklichkeit sind Angebots- und Nachfragekurven wie auch Produktionskostenverläufe, marginale Kosten usw. unbekannt und praktisch unmöglich zu schätzen.
- Kostensteigerungen: Regulierungen verändern Anreize und haben somit Auswirkungen auf Kosten. Eine Firma, der nur eine "faire" Kapitalverzinsung zusteht, hat keinen Anreiz ihre Kosten gering zu halten. Bei höheren Kosten bleibt der zugeteilte Gewinn gleich.
- Lobbyarbeit: Regulierte Firmen haben ein starkes Interesse, Regulatoren günstig zu stimmen und von ihren Interessen zu überzeugen. Dafür werden sie Zeit und Geld einsetzen. Gegenüber der unorganisierten Menge der Konsumenten und Wähler werden sie dabei immer klar im Vorteil sein.[9]

## Staatlich etablierte Monopole
Als rechtliches Monopol wird ein Monopol bezeichnet, das aufgrund einer gesetzlichen Bestimmung existiert; es wird auch Zwangskartell genannt. Diese Form findet sich heutzutage beim Staat (beispielsweise im Außenhandelsmonopol in Art. 14h der Sowjetischen Verfassung von 1936) und bei (auch ehemaligen) Staatsbetrieben (wie Postmonopol); die wenigen Ausnahmen wie das Zündwarenmonopol, Branntweinmonopol oder das Salzregal sind in modernen Wirtschaftsordnungen weitgehend abgeschafft. Ebenso bestand ein Kehrmonopol für die Schornsteinfeger.
Bis zur Deregulierung im Juli 1994 bestand in der Feuerversicherung ein Gebietsmonopol durch die Versicherungspflicht bei den öffentlich-rechtlichen Versicherern in einzelnen Bundesländern. Das in Sparkassengesetzen verankerte Regionalprinzip gewährt noch heute den öffentlich-rechtlichen Sparkassen ein Gebietsmonopol in der Region ihres Trägers, in der keine andere gebietsfremde Sparkasse tätig sein darf. Die Monopolkommission hat im XX-Hauptgutachten unter anderem eine Abschaffung dieses Regionalprinzips bei den Sparkassen empfohlen. Grund für die Kritik an den kommunalen Sparkassen ist, dass das Regionalprinzip in den Sparkassengesetzen als gesetzliches Zwangskartell normiert sei. Nach Ansicht der Monopolkommission gibt es keine wettbewerbliche Rechtfertigung für das Regionalprinzip. Es verstößt nach Auffassung der Kommission sogar gegen Art. 106 Abs. 1 AEUV. Danach ist es verboten, in Bezug auf öffentliche Unternehmen Maßnahmen zu treffen oder beizubehalten, die den europäischen Verträgen und insbesondere den Wettbewerbsregeln (Art. 101 ff. AEUV) widersprechen. Sparkassen sind öffentliche Unternehmen im Sinne dieser Vorschrift, so dass sie zumindest über ein Gebietsmonopol im Hinblick auf gebietsfremde Sparkassen verfügen.
Monopole aufgrund von Patenten und anderen immateriellen Monopolrechten wie dem Urheberrecht werden ebenfalls zu dieser Kategorie gezählt.

### Beispiele für Staatsmonopole
- das Postmonopol (das Monopol der Deutschen Post AG wurde zum 1. Januar 2008 abgeschafft,  das Monopol der Österreichischen Post AG  zum 1. Januar 2011);
- die Deutsche Telekom, nach wie vor mit marktbeherrschender Stellung, vor allem in den Ortsnetzen und im Analogbereich abseits der Ballungsräume; es handelt sich hierbei allerdings nicht um ein Monopol im eigentlichen Sinne, da die Telekom zwar größter, aber nicht mehr einziger Anbieter im Telekommunikationsmarkt ist;
- das staatliche Lotteriemonopol;
- das Branntweinmonopol (bis Ende 2017);
- das Zündwarenmonopol (wurde 1983 abgeschafft);
- das Kehrmonopol (gesetzliche Sonderrechte von Schornsteinfegern bis Ende 2012);
- das Glücksspielmonopol (staatliche Verfügungsgewalt über öffentlich zugängliche Spiele um Vermögenswerte), dessen konkrete Ausgestaltung in Deutschland vom Europäischen Gerichtshof im September 2010 jedoch als rechtswidrig beurteilt und somit aufgehoben wurde.[27]
- das Österreichische Tabakmonopol, das den Verkauf von Tabakwaren nur durch Trafiken erlaubt.